# Palais au toit de cuivre (Varsovie)
Le palais au toit de cuivre (en polonais Pałac Pod Blachą) est un palais construit au XVIIIe siècle. Il est situé au n° 2 de Plac Zamkowy, dans l'arrondissement de Śródmieście (centre-ville) à Varsovie. Le palais est contigu au palais royal de Varsovie. Depuis 1989 c'est une annexe du musée du palais royal.

## Sources
- Site officiel
- Notices d'autorité :   - VIAF

- (pl) Cet article est partiellement ou en totalité issu de l’article de Wikipédia en polonais intitulé « Pałac Pod Blachą w Warszawie » (voir la liste des auteurs).

- (en) Cet article est partiellement ou en totalité issu de l’article de Wikipédia en anglais intitulé « Copper-Roof Palace » (voir la liste des auteurs).